# 高鉾郵便局
高鉾郵便局（たかほこゆうびんきょく）は、徳島県勝浦郡上勝町にある郵便局。民営化前の分類では無集配特定郵便局であった。

## 概要
住所：〒771-4505 徳島県勝浦郡上勝町正木平間112-1

## 沿革
- 1955年（昭和30年）7月20日 - 市町村合併に伴い、上勝町内の郵便局となる。
- 1968年（昭和43年）7月1日 - 郵便番号制導入に伴い、郵便番号は771-44となる[1][2]。
- 1990年（平成2年） - 上勝郵便局へ集配業務を移管、無集配局となる。郵便番号を771-44から771-45に変更。
- 1998年（平成10年）2月2日 - 新郵便番号制導入に伴い。郵便番号を771-45から771-4505に変更[3]。
- 2007年（平成19年）10月1日 - 民営化に伴い、郵便局株式会社高鉾郵便局となる。
- 2012年（平成24年）10月1日 - 日本郵便株式会社発足に伴い、日本郵便株式会社高鉾郵便局となる。

## 取扱内容
- 郵便、印紙、ゆうパック、内容証明
- 貯金、為替、振替、振込、国債
- 生命保険、バイク自賠責保険
- 郵便局のみまもりサービス
- ゆうちょ銀行ATM

## 風景印
- 図柄は高鉾山、慈眼寺、灌頂滝。局名表記は「徳島・高鉾」
- 使用開始日は1984年（昭和59年）10月1日

## 周辺
- 上勝町役場支所
- 上勝町教育委員会
- 上勝町立上勝小学校
- 上勝町立高鉾公民館
- 藤川谷川
- 勝浦川

## アクセス
- JR高徳線牟岐線 徳島駅下車。バス分。
- 徳島バス 横瀬西停留所下車。上勝町営バス乗り換え。バス分。
- 上勝町営バス 支所前停留所下車。徒歩。
- 徳島県道16号徳島上那賀線
- 駐車場:3台